# Septimio Severo
Lucio Septimio Severo (en latín: Lucius Septimius Severus; Leptis Magna, África, 11 de abril de 145-Eboracum, Britania, 4 de febrero de 211) fue emperador del Imperio romano de 193 a 211. Fue el primer emperador romano de origen africano en alcanzar el trono y el fundador de la dinastía de los Severos. Tras su muerte, fue deificado por el Senado.
De ascendencia itálica (por su madre) y púnica-bereber (por su padre), Severo logró hacerse sitio en la sociedad romana e incluso tener una próspera carrera política, en la que llegó a ser gobernador de Panonia, en la actual Hungría. Ya que su padre no pertenecía al orden senatorial ni realizó servicios al Estado, no debió ser ajeno a su promoción el hecho de que dos primos de su padre habían sido cónsules durante el reinado de Antonino Pío. Tras la muerte del emperador Pertinax, los pretorianos vendieron el trono imperial a Didio Juliano, un rico e influyente senador. Sin embargo, desde el inicio de su reinado Juliano tuvo que enfrentarse a una férrea oposición procedente del pueblo y del ejército.
Aprovechando la debilidad del nuevo emperador, algunos gobernadores provinciales, entre los que se encontraba el propio Severo, se rebelaron contra el orden establecido. Con el fin de adelantarse a sus rivales en la sucesión, el exgobernador de Panonia marchó hacia Roma y depuso a Juliano, quien fue ejecutado por órdenes del Senado. Tras unos años de guerras civiles, en los que tuvo que enfrentarse a Pescenio Níger en Siria y a Clodio Albino en Galia, Severo logró consolidar su poder y fundar una dinastía que continuarían sus hijos, Caracalla y Geta, y otros familiares; poco después de la muerte de su padre, el hijo menor, Geta, fue asesinado por su hermano Caracalla.
Militarmente su reinado se caracterizó por la exitosa guerra que llevó a cabo contra el Imperio Parto, consecuencia de la cual Mesopotamia volvió a caer bajo control romano. En esta campaña sus soldados saquearon la ciudad de Ctesifonte y vendieron a los supervivientes como esclavos. A su regreso a Roma, se erigió un arco del triunfo a fin de conmemorar esta victoria. En sus últimos años, tuvo que defender las fronteras de los ataques de los bárbaros, que ponían en peligro la integridad territorial del Imperio. Especialmente duros fueron los levantamientos que tuvieron lugar en Britania, por lo que Severo mandó reforzar el muro de Adriano.
Sus relaciones con el Senado nunca fueron buenas, pues se había hecho especialmente impopular entre los senadores al acotar su poder con apoyo de las legiones. Ordenó ejecutar a docenas de senadores bajo acusaciones de corrupción y conspiración, y los reemplazó por hombres fieles a su causa. Disolvió la Guardia Pretoriana, sustituyéndola por su guardia personal a fin de asegurarse un total control político y su propia seguridad. Durante su reinado acamparon en las inmediaciones de la capital imperial unos 50 000 soldados. Aunque sus ansias de poder convirtieron a Roma en una dictadura militar, Septimio Severo fue muy popular entre la población debido a que restableció la moral tras los años decadentes del gobierno de Cómodo, y consiguió contener la corrupción que se había instalado en todos los órdenes.

## Biografía

### Orígenes ycursus honorum
Nació el 11 de abril de 145/6 en Leptis Magna, ciudad situada en la Tripolitania, en la costa de Libia. Severo era de origen bereber y púnico a través de su padre, Publio Septimio Geta, quien obtuvo la ciudadanía romana durante el siglo I. Su madre Fulvia Pía descendía de una familia en la que se combinaban, a través de una serie de matrimonios, ciudadanos itálicos con habitantes del Norte de África. Ambas ramas familiares estaban compuestas por notables; su abuelo había sido prefecto de Leptis antes de que Tiberio convirtiera la ciudad en una colonia gobernada por dos duumviri. Viudo joven de una lepcitana, Paccia Marciana, en el año 187 Septimio contrajo un segundo matrimonio con Julia Domna, una mujer árabe de Siria, de estirpe real y cuyo horóscopo predecía que se casaría con un rey. Domna era hija del rico Julio Basiano, sumo sacerdote del Templo del Sol de Emesa. Fruto de este matrimonio nacieron dos hijos, L. Septimius Bassianus "Caracalla" y L. Septimius Geta.
El historiador Dión Casio lo describe como un hombre de poca estatura, corpulento y taciturno. Severo tenía un fuerte acento púnico, lo que le valió las burlas de sus contemporáneos; no obstante, su rápido ascenso político refleja la prosperidad de la que por esta época gozaba la provincia de África, y su perfecta integración en el mundo romano.
Gracias a uno de sus influyentes primos, Severo dejó Leptis por Roma a la edad de 18 años. Allí sirvió en numerosos puestos civiles y militares. Durante el reinado de Cómodo desempeñó de manera brillante su carrera senatorial y fue destinado durante una época a la Galia Lugdunensis, en cuya capital, Lugdunum (Lyon), nació su hijo mayor. Gracias al apoyo del praefectus de la Guardia Pretoriana, Emilio Laeto, obtuvo el puesto de legatus de la provincia de Panonia Superior, donde se le concedió el mando de tres legiones para defender la frontera.

### Lucha por el trono

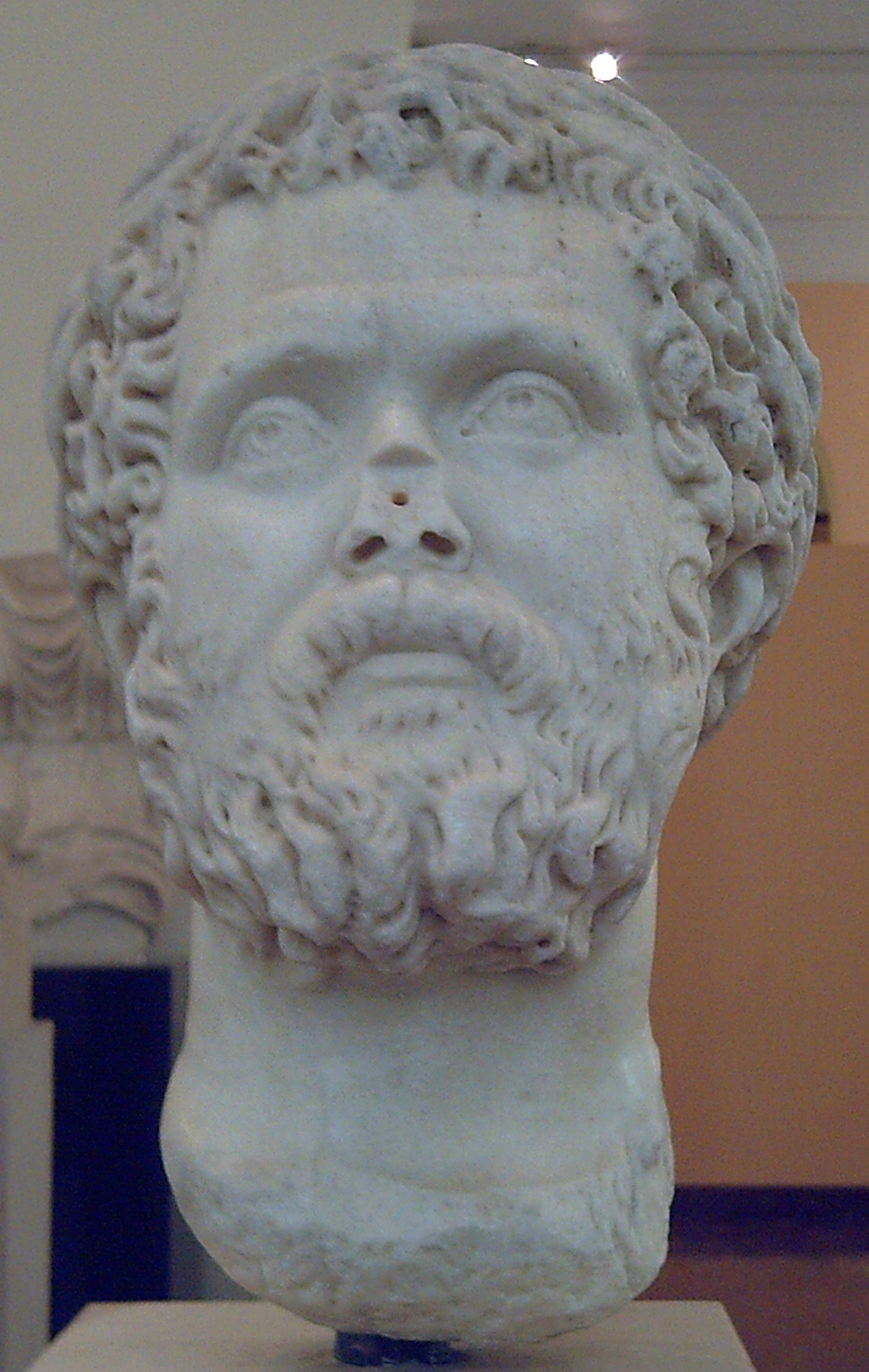
Busto de Severo en el Museo Arqueológico Nacional de España (MAN), Madrid, España.

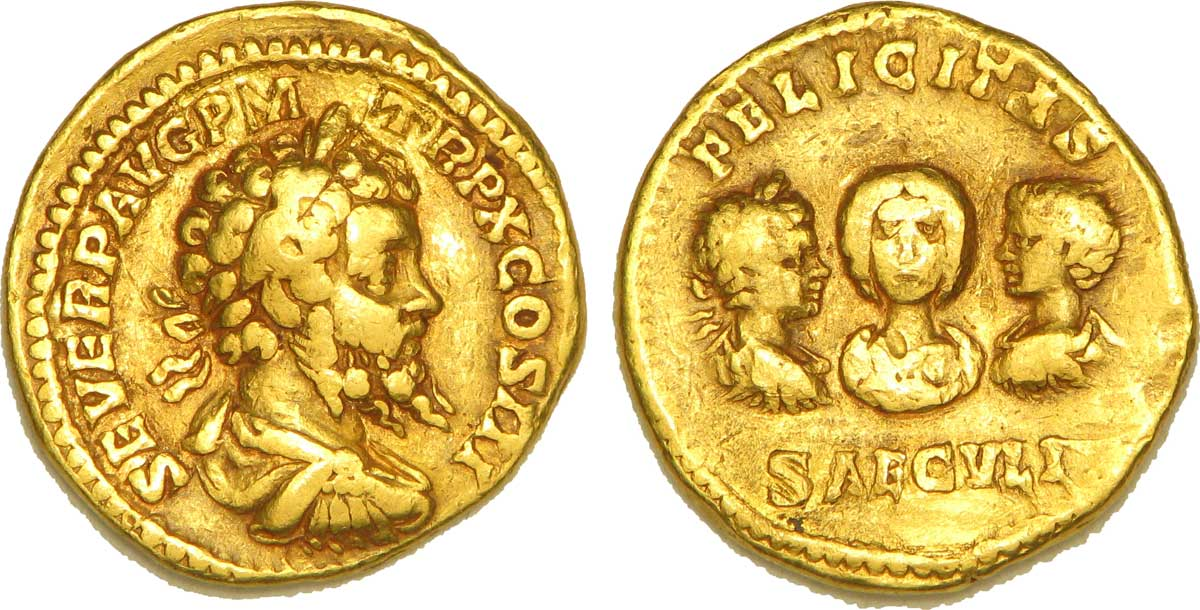
Septimio Severo, Julia Domna, Caracalla y Geta.

El 31 de diciembre de 192, el emperador Cómodo fue declarado enemigo por el Senado y asesinado por uno de sus libertos, Narciso. Pertinax fue elegido por el Senado como nuevo emperador después de que hubiese pagado un generoso donativum a los pretorianos.
A su llegada al poder, el nuevo emperador se percató de que las arcas imperiales estaban vacías. A fin de revitalizar la economía, Pertinax decidió eliminar gastos superfluos, para lo que eliminó a los pretorianos del poder e impuso una disciplina más severa. Tres meses después fue asesinado y sucedido por Didio Juliano, quien adquirió el trono en una subasta dirigida por los pretorianos en la que se impuso al suegro de Pertinax, Tito Flavio Sulpiciano.
Severo recibió las noticias de las muertes de Cómodo y Pertinax en Carnuntum, localidad que se situaba en Panonia Superior. El 9 de abril, cuando se enteraron de los acontecimientos que tenían lugar en Roma, las legiones veteranas acantonadas en el Danubio decidieron proclamar emperador a Severo. Además, buscó y obtuvo el apoyo de las legiones estacionadas en las fronteras del Rin y Germania, y cuando lo hubo conseguido, marchó sobre Roma.
El 2 de junio de 193, el Senado condenó a muerte a Didio Juliano, allanando de este modo el camino a Severo, que se presentó en Roma con su ejército el 9 de junio de aquel mismo año. Es de señalar que el asesino de Juliano fue uno de los pretorianos que le habían llevado al poder. A su llegada a Roma, Severo invitó a la Guardia Pretoriana a un banquete en su campamento; pero cuando los pretorianos llegaron fueron desarmados por una fuerza de soldados de Severo, que ejecutaron a los asesinos de Pertinax. Severo sustituyó a los pretorianos por soldados originarios de Panonia.

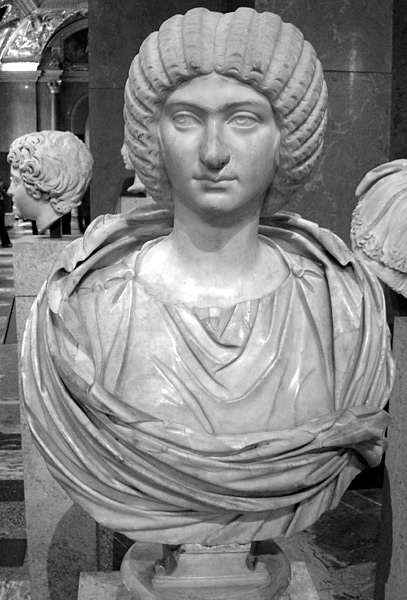
Busto de Julia Domna.

Fue entonces cuando las revueltas que se estaban fraguando contra Juliano estallaron:
- En Oriente Pescenio Níger, gobernador de Siria, se negó a proclamar emperador a Severo. Su propio ejército le proclamó emperador, y pronto obtuvo el apoyo de la provincia de Egipto. Severo marchó inmediatamente al Este y aplastó al indisciplinado ejército de Níger. La batalla decisiva tuvo lugar en Issos, en la primavera de 194.

- En Britania se cernía una amenaza mucho más seria sobre el nuevo emperador. Clodio Albino era un influyente senador de origen africano que había relevado al fallecido Pertinax en el gobierno de la isla. Su ejército era numeroso y estaba muy bien entrenado, consecuencia de años de guerra contra los caledonios. Severo se concilió hábilmente con Albino al ofrecerle el título de César y el consulado del año 194.

En 195, tras una campaña contra el Imperio parto (obteniendo las importantes victorias de Císico, de Bitinia y de Iso de Cilicia, iniciando el asedio a Bizancio que cayó bajo sus fuerzas en 196), Severo proclamó a Albino enemigo público. Este último cruzó el canal de la Mancha en 196 a la cabeza de todos los hombres que pudo reunir, c. de 40 000 soldados. La decisiva batalla de Lugdunum, (considerada la mayor y más cruel entre ejércitos romanos), tuvo lugar un año después cerca de la localidad del mismo nombre. Tras la batalla, en la que Severo y sus legiones resultaron victoriosos, Albino escapó, suicidándose poco después.
Severo ordenó que se despojara de su ropa al cuerpo de su enemigo para que pudiera ser pisoteado por un caballo. Se envió su cabeza a Roma y su cuerpo fue arrojado al Ródano. La mujer y los hijos de Albino fueron asesinados poco después de recibir la noticia. Otros 29 senadores que le habían apoyado fueron ejecutados brutalmente.
Habiendo consolidado su poder, Septimio Severo tomó el nombre de Pertinax, se proclamó hijo de Marco Aurelio, y creó una genealogía ficticia que se remontaba a Nerva.

## Su gobierno

### Aspectos militares

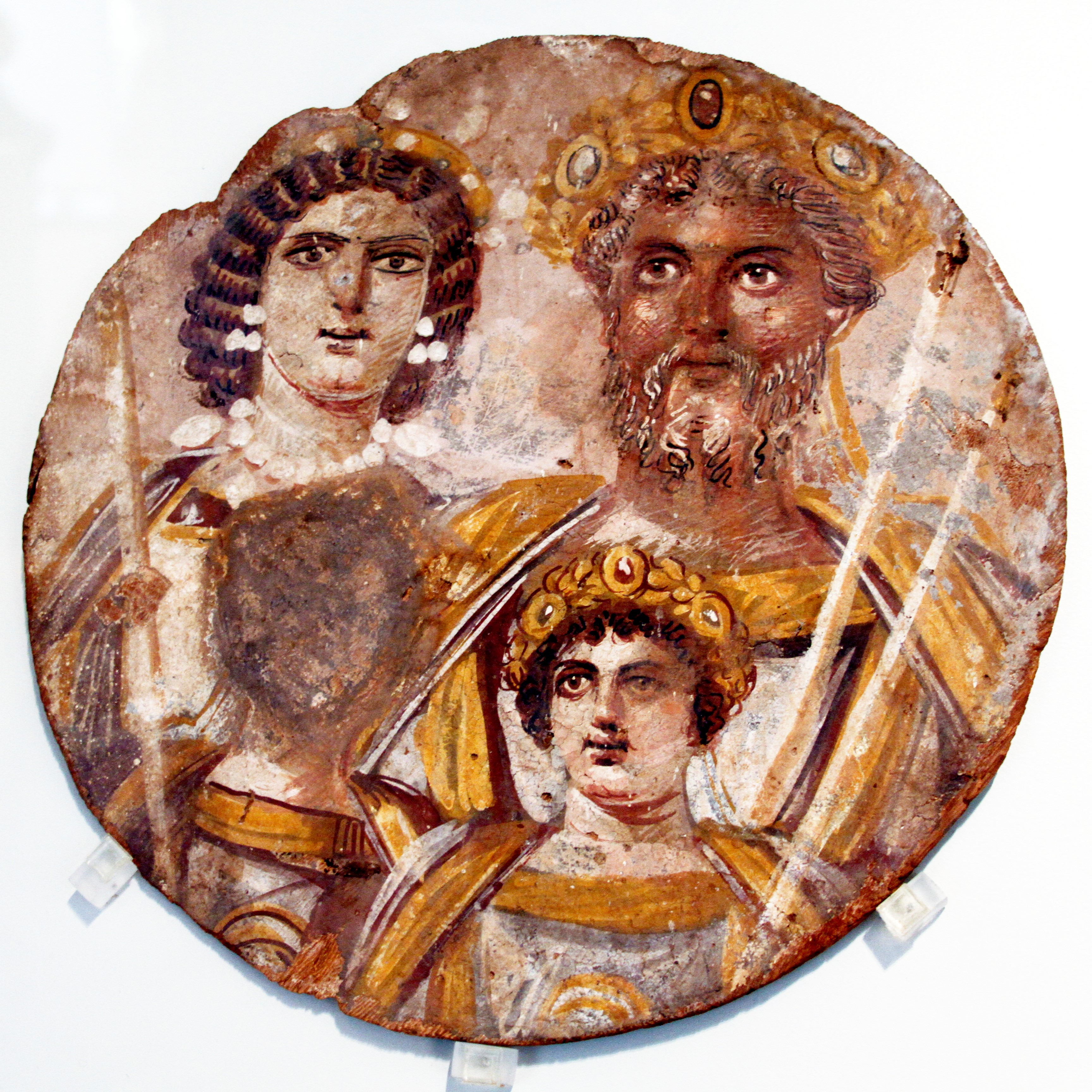
Tondo de la familia de Severo.

El reinado de Septimio Severo tuvo un marcado carácter militar que se refleja en numerosas medidas tomadas por el emperador, como la sustitución de los pretorianos por los legionarios de Panonia en el año de su ascenso al trono. La eliminación de la guardia pretoriana hizo que, a opinión de Dión Casio, la juventud autóctona de la península itálica se quedara sin empleo, convirtiéndose la mayoría en gladiadores o bandidos. Uno de estos bandidos que alcanzó renombre fue Félix Bula, quien realizaba tropelías al sur de Italia al mando de 600 hombres; se hizo célebre por enviar a Septimio Severo un centurión que había capturado con el consejo de que alimentara bien a sus esclavos si no quería que se convirtieran en bandidos. Finalmente Félix Bula fue capturado y enviado a las fieras.
Entre los años 197 y 199 se libraron con éxito una serie de campañas contra el Imperio parto que derivaron en el establecimiento de la nueva provincia de Mesopotamia. Tras la conquista de la ciudad de Ctesifonte, en cuyo asedio murieron cerca de 100 000 personas, los romanos se apoderaron de los tesoros de los partos. Severo dedicó los cinco años posteriores a organizar la administración de la nueva provincia, cuya institución fue vista por el pueblo persa como una usurpación de su territorio, siendo motivo de discordia con el Imperio.
Severo conocía las dificultades del soldado porque las había vivido en primera persona, y por ello puso en marcha una serie de medidas a fin de aumentar su calidad de vida:
- Aumentó considerablemente el salario de los soldados, lo que provocó un desequilibrio en las finanzas y la economía imperiales. La crisis económica derivada de esta reforma se debía a que hacía un siglo que no se aumentaba el sueldo del militar.
- Mejoró la annona militaris (abastecimiento de trigo y aceite) organizándola oficialmente como una institución. La compra y mantenimiento del equipo y suministros era responsabilidad de los soldados, mientras que del transporte era responsable la administración imperial.
- Reajustó el estatus civil de los militares. De hecho, hasta el reinado de Claudio los soldados no podían salir del campamento mientras duraran sus años de servicio. Por ello se les exigía no tener familia por un número determinado de años, dependiendo del cuerpo al que pertenecía, así, a los pretorianos durante 15 años, a los legionarios durante 20 años y a los auxiliares durante 30 años. Claudio reformó el sistema a fin de permitir a los soldados salir del campamento cuando no estuvieran de servicio, facilitándoles de este modo fundar una familia; sin embargo no tenían derecho a casarse o reconocer a sus hijos antes de concluir su tiempo en filas. Severo permitió a los militares oficializar su vida conyugal.
- Fundó los colegios militares y creó tres nuevas legiones, aumentando los efectivos militares del Imperio en un 10 %. Estableció nuevos honores militares, autorizando a los oficiales a llevar un anillo de oro, privilegio hasta entonces reservado a los équites.

### Aspectos civiles

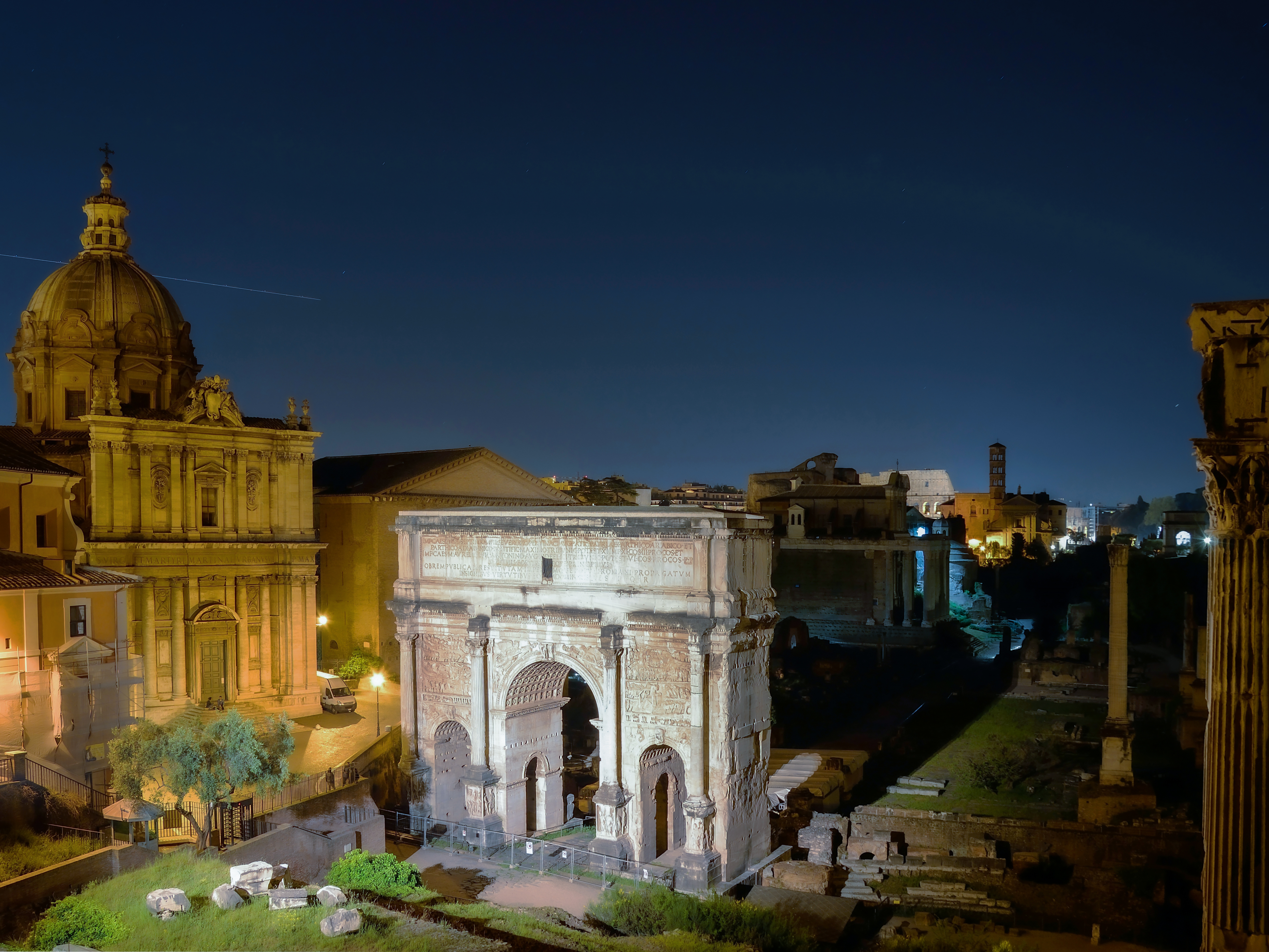
Arco del triunfo de Severo.

Aun cuando el carácter militar del emperador se hizo innegable a ojos de la sociedad romana, se observa una consolidación civil del poder dirigido a través de su séquito.
De hecho, el emperador se rodeaba de una importante corte constituida por itálicos cuya prosperidad había disminuido mucho durante los dos siglos anteriores, africanos naturales del África Proconsular, de la Mauretania Caesariense y de la Tingitana y también hombres originarios de Siria:
- El emperador se rodeó de un grupo de juristas como Cayo Fulvio Plauciano, prefecto del pretorio experto en materia judicial perteneciente a una rica familia de Leptis Magna.
- Severo estaba asistido por abogados como Ulpiano o Papiniano, expertos también en materia judicial. Ulpiano fue prefecto del pretorio de Septimio Severo y Papiniano de su descendiente, Alejandro Severo.
- Algunos filósofos como Filóstrato de Atenas formaron parte de la corte del emperador, que fue abandonando gradualmente la filosofía estoica, predominante en el siglo III. El estoicismo se basaba en la presencia de un dios sobre todas las cosas y en la idea de que el hombre debe controlar sus impulsos. Tras el declive del estoicismo se difundió el neoplatonismo, una creencia austera más cercana al cristianismo.
- Los viajes de Severo realizados entre 199 y 203, como los realizados a Oriente, resumen la actividad civil del emperador:
  - En Siria, de donde era natural su esposa, Severo creó dos nuevas provincias a fin de aligerar el trabajo del gobernador y de evitar un golpe de Estado, dividiendo el ejército estacionado en la provincia en dos.
  - En África, Severo estableció de manera oficial la provincia de Numidia, visitó Egipto, donde rindió homenaje al cuerpo de Alejandro Magno y remontó el Nilo hasta Tebas. Egipto fue reorganizada como una provincia autónoma con derecho a fundar sus propias instituciones.

Solo en el año 203, el emperador regresó a Roma.
Septimio Severo erigió un conjunto de importantes construcciones:
- En Roma, el emperador embelleció la cara sur del Palatino mediante la construcción de una monumental fuente llamada Septizodium, dedicada a los siete principales astros.[16] Se amplió, además, el palacio imperial y se inició la construcción de las que serían conocidas después como Termas de Caracalla. Se restauraron un gran número de edificios dañados por los incendios que tuvieron lugar al final del reinado de Cómodo, entre los que se encontraban el Templo de la Paz, el Teatro de Pompeyo, el Pórtico de Octavia y el Arcus Neroniani.
- Su ciudad natal fue dotada con numerosos monumentos, como el Foro de Severo, la Basílica de Severo e instalaciones portuarias.

Septimio Severo modificó la estructura de la organización gubernamental del Imperio:

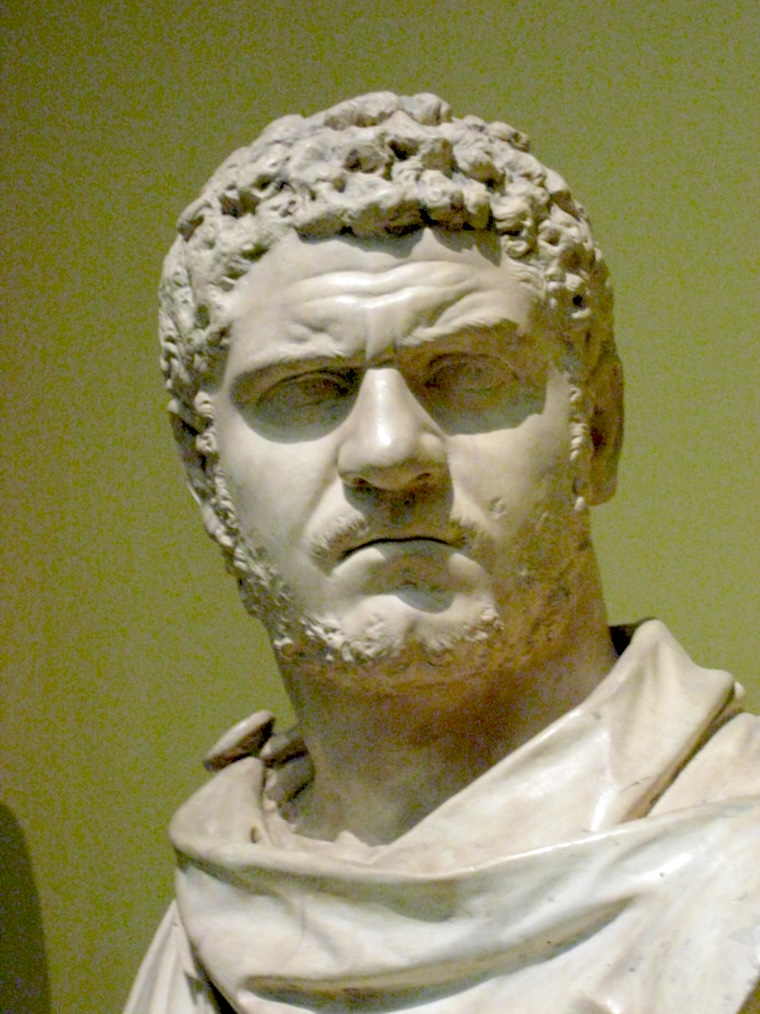
Busto del emperador Caracalla, hijo de Severo, quien heredó el imperio tras la muerte de su padre.

- Se transfirió a los prefectos del pretorio el deber de llevar los tribunales de apelación, función antes realizada por el emperador. Con esta reforma se concedió a los prefectos del pretorio un importantísimo papel en la administración civil imperial.
- Se instituyó la distribución gratuita de aceite de oliva, que se unía al tradicional reparto de trigo para la plebe.

### Muerte
A fin de consolidar su sucesión, Severo casó a su hijo Caracalla con Plautila, hija del prefecto del pretorio Cayo Fulvio Plauciano. No obstante, pronto las relaciones entre la pareja se deterioraron irremediablemente.
Plauciano fue acusado de traición por los centuriones en 205, sobornados probablemente por Caracalla. Severo le hizo asesinar y Plautila fue recluida en la isla de Lipari.
En 208 Septimio Severo embarcó en compañía de sus hijos, Geta y Caracalla, hacia la provincia de Britania para combatir a los caledonios. Ambos ejércitos se enfrentaron en una serie de batallas hasta el año 209 sin que se produjera ninguna victoria decisiva. A fin de asegurar la frontera norte del Imperio, Severo reforzó el muro de Adriano.
Muy debilitado por la gota, Severo se retiró a Eboracum, donde falleció el 4 de febrero de 211 a la edad de 65 años. Según Dión Casio, en su lecho de muerte Severo pronunció una frase que aún hoy sigue siendo famosa:

Mantened la paz, enriqueced a los soldados y burlaos del resto.

Tras su muerte, Severo fue deificado por el Senado, y sucedido por sus hijos, Caracalla y Geta, que fueron asesorados por su esposa, Julia Domna. Fue enterrado en el Mausoleo de Adriano de Roma. Sus restos se han perdido.

## Severo y el cristianismo, una política continuista
El reinado de Severo proporciona un interesante ejemplo de la persecución a la que fueron sometidos los cristianos durante el Imperio romano. Severo se limitó a permitir que se siguiera poniendo en práctica la política establecida desde hacía ya tiempo, lo que significa que las autoridades romanas no buscaban intencionadamente a los cristianos, aunque cuando alguien era acusado de serlo, debía maldecir a Jesús y hacer una ofrenda a los dioses romanos o sería ejecutado.[cita requerida]

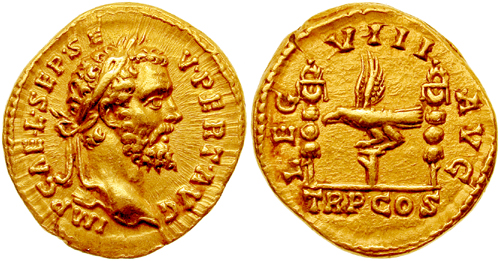
Aureus con la efigie de Septimio Severo.

Por otra parte, con el deseo de fomentar la paz mediante la difusión de una armonía religiosa derivada del sincretismo, Severo trató de limitar la propagación de los dos grupos religiosos que se negaban a ceder al sincretismo al considerarle una conversión: el cristianismo y el judaísmo. Por su parte, los funcionarios hicieron uso de las disposiciones legales existentes para proceder con rigor contra los cristianos. Naturalmente el emperador, con su estricta concepción de la ley, no entorpeció esta parcial persecución, que tuvo lugar en Egipto y Tebaida, así como en África y Oriente.
Cayeron numerosos mártires en Alejandría, y no menos crueles fueron las persecuciones que tuvieron lugar en África, que parecieron comenzar en 197/8. En África cayó un gran número de cristianos, como los mártires de Madaura. En 202/3 murieron Felícitas y Perpetua.
La persecución floreció de nuevo en las provincias de Numidia y Mauritania en 211. Posteriormente fue en la Galia, especialmente en Lugdunum, donde los cristianos fueron perseguidos de manera más cruel. De forma general, se puede decir que la posición de los cristianos durante el reinado de Severo fue la misma que bajo los de los Emperadores Antoninos; aunque la ley de este emperador demuestra de manera equívoca que el rescripto de Trajano había fracasado en su propósito.

## Cambios de nombre y títulos
- 146 — Nace con el nombre de Lucius Septimius Severus.
- 193 — Es nombrado emperador, y su nombre evoluciona a Imperator Caesar Lucius Septimius Severus Pertinax Augustus.
- 195 — Adopta el sobrenombre de Pius; Imperator Caesar Lucius Septimius Severus Pius.
- 195 — Tras su victoria sobre la ciudad de Adiabene y sobre los pueblos de Arabia; Imperator Caesar Lucius Septimius Severus Pius Pertinax Augustus Arabicus Adiabenicus.
- 198 — Tras su victoria sobre el Imperio Parto; Imperator Caesar Lucius Septimius Severus Pius Pertinax Augustus Arabicus Adiabenicus Particus Maximus.
- 209 — Tras su victoria sobre los caledonios; Imperator Caesar Lucius Septimius Severus Pius Pertinax Augustus Arabicus Adiabenicus Particus Maximus Britanicus Maximus.
- 211 — A su muerte recibe el nombre de; Imperator Caesar Lucius Septimius Severus Pius Pertinax Augustus Arabicus Adiabenicus Particus Maximus Britanicus Maximus, Pontifex Maximus, Tribuniciae Potestatis XIX, Imperator XV, Consul IV, Pater Patriae.